# Granville Stanley Hall
Granville Stanley Hall (1. února 1844 – 24. dubna 1924) byl americký psycholog zkoumající dětský vývoj. Byl prvním prezidentem Americké psychologické asociace a Clarkovy univerzity ve Worcesteru v Massachusetts. Byl 72. nejcitovanějším psychologem ve 20. století.